# Анхелес Мастрета
Анхелес Мастрета (на испански: Ángeles Mastretta) е мексиканска журналистка, филмов продуцент, поетеса и писателка на произведения в жанровете социална драма, лирика, любовен роман, исторически роман и мемоари.

## Биография и творчество
Анхелес Мастрета е роден на 9 октомври 1949 г. в Пуебла, Мексико. Баща ѝ е бивш журналист, който умира когато тя е двадесетгодишна, което я вдъхновява да продължи професията му. Следва журналистика във Факултета по политически и социални науки на Националния автономен университет на Мексико в Мексико Сити и получава бакалавърска степен по комуникации.
Докато учи и след дипломирането си журналист за мексиканско списание „Siete“ и пише за медии като „Excelsior“, „La Jornada“, „Proceso“ и „Ovaciones“. В следобедния вестник „Ovaciones“ пише като колумнист поредицата „За ежедневния абсурд“, в която коментира различни теми: политика, жени, деца, това, което е видяла, литература, култура, война и други теми. Омъжва се за журналиста и писател Ектор Агилар Камин.
През 1974 г. получава стипендия от Центъра на мексиканските писатели и една година посещава курс по творческо писане към него при Хуан Рулфо, Салвадор Елизондо и Франсиско Монтерде.
В периода 1975 – 1977 г. работи като директор на културното разпространение на ENEP-Acatlán, а след това до 1982 г. ръководи „Museo del Chopo“ – музейна експозиция за съвременно изкуство към Националния автономен университет на Мексико. После в периода 1983 – 1985 г. участва в редакционния съвет на феминисткото списание FEM.
Първата ѝ книга, стихосбирката „La pájara pinta“ (Шарената птица), е издадена през 1978 г. Желаейки да пише роман получава 6-месечна стипендия за първия си ръкопис.
Първият ѝ роман „Изтръгни живота ми“ е издаден през 1985 г. Той е история за интимната изповед на една жена с разбито сърце, преминала през изпитанията на любовта, майчинството, изневерите и през водовъртежа на голямата политика в Мексико през четиридесетте години на 20 век, опустошеният ѝ живот е доказателство за дълбоките противоречия в обществото, в което най-потърпевша е жената със своята крехкост и ранимост като майка и пазителка на семейните ценности. Романът става бестселър и печели литературната награда „Мазатлан“ през 1986 г. за най-добра книга на годината. През 2008 г. романът е екранизиран в едноименния филм с участието на Ана Клаудия Таланкон, Даниел Хименес Качо и Жозе Мария де Тавира. Филмът печели наградата „Ариел“ и „Canacine“, и е включен в престижния дълъг списък на наградите „Оскар“ за чуждоезичен филм през 2008 г.
През 1990 г. е издаден и сборника ѝ с разкази „Mujeres de ojos grandes“ (Жени с големи очи), който включва истории за женския бунт, за жени които „сами решават съдбите си“.
Когато най-малката ѝ дъщеря Каталина (която по-късно също става писателка) неочаквано се разболява, Мастрета ѝ разказва в болницата истории за интересни и различни жени в семейството ѝ, които вземат участие в живота ѝ. Историите са публикувани в мемоарните ѝ книги, от които първата „Puerto libre“ (Свободно пристанище) е издадена през 1993 г.
През 1996 г. е издаден романа ѝ „Mal de Amores“ (Любовна тъга). Той представя страстната история на Емилия Саури и Даниел Куенка от Пуебла, от тяхното детство до превратностите на Мексиканската революция. Романът печели наградата „Ромуло Галегос“, а тя е първата жена, получила тази награда.
В периода 2011 – 2013 г. води блога „Puerto libre“.
Анхелес Мастрета живее със семейството си в Пуебла.

## Произведения

### Самостоятелни романи
- Arráncame la vida (1985) – награда „Мазатлан“[1][2][4][5]
Изтръгни живота ми, изд. „Матком“ (2021), прев.
- Mal de Amores (1996) – награда „Ромуло Галегос“[3][5]
- Ninguna eternidad como la mía (1999)

### Поезия
- La pájara pinta (1978)[2][4]
- Desvaríos (1996)

### Сборници
- Mujeres de ojos grandes (1990)[2][5]
- Maridos (2007)[3]

### Документалистика
мемоари
- Puerto libre (1993)[2][3]
- El mundo iluminado (1998)
- El cielo de los leones (2003)
- La emoción de las cosas (2013)
- El viento de las horas (2015)

### Екранизации
- 2008 Arráncame la vida